# Synagoga Wojskowa w Połtawie
Synagoga Wojskowa w Połtawie – żydowska bóżnica mieszcząca się w Połtawie przy ul. Kujbyszewa.
Pochodzi z lat sześćdziesiątych XIX wieku. Została zbudowana w stylu późnego klasycyzmu, pokryta kopułą, na planie prostokąta. Jest budynkiem parterowym.
Nazwa bóżnicy pochodzi stąd, że przy ul. Kujbyszewa (za czasów carskich – Pocztowej) mieszkali dawni żołnierze armii rosyjskiej żydowskiego pochodzenia, którzy uczęszczali do synagogi.
Bóżnicę zamknęły władze radzieckie w latach trzydziestych XX wieku, przekształcając ją w magazyn. Dokonano wówczas przebudowy budynku, podwyższając go o jedno piętro z przeznaczeniem na budynek mieszkalny.